# Aceh Tamiang
Aceh Tamiang is een regentschap in de provincie Atjeh op Sumatra, Indonesië. Het regentschap heeft 234.611 inwoners (2000) en heeft een oppervlakte van 1.939 km². De hoofdstad van Aceh Tamiang is Karang Baru.
Het regentschap is onderverdeeld in 12 onderdistricten (kecamatan):
1. Banda Mulia
2. Bandar Pusaka
3. Bendahara
4. Karang Baru
5. Kejuruan Muda
6. Kota Kuala Simpang
7. Manyak Payed
8. Rantau
9. Sekrak
10. Seruway
11. Tamiang Hulu
12. Tenggulun

## Onderliggende bestuurslagen
| - Air Masin - Alue Ie Puteh - Alue Sentang - Alur Alim - Alur Baung - Alur Bemban - Alur Cantik - Alur Cucur - Alur Jambu - Alur Lhok - Alur Manis - Alur Nunang - Alur Selalas - Alur Selebu - Alur Tani I - Alur Tani II - Aras Sembilan - Babo - Balai - Baling Karang - Banai - Bandar Baru - Bandar Khalifah (Bendahara) - Bandar Khalifah (Tamiang Hulu) - Bandar Mahligai - Bandar Setia - Bandung Jaya - Batang Ara - Batu Bedulang - Bengkelang - Benteng Anyer - Benua Raja - Binjai - Blang Kandis - Buket Keranji - Buket Panjang - Buket Panjang II - Buket Paya - Bukit Panjang I - Bukit Tempurung - Cinta Raja - Dagang Setia - Dalam - Gampong Air Tenang - Gampong Besar - Gampong Bundar - Gampong Johar - Gampong Sukajadi - Gampong Tupah - Gaseh Sayang - Gedung Biara - Gelanggang Merak - Gelung - Gerenggam - Geudham - Harum Sari - Ie Bintah - Ingin Jaya - Jambo Rambong - Jamur Jelatang - Jamur Labu - Juar - Kaloy - Kamp Pertamina - Kampung Baru - Kampung Durian - Kampung Jawa - Karangjadi - Kebon Sungai Iyu - Kebun Batang Ara - Kebun Medang Ara - Kebun Rantau - Kebun Seleleh - Kebun Sungai Liput - Kebun Tanah Terban | - Kebun Tanjung Seumantoh - Kesehatan - Kota Kuala Simpang - Kota Lintang - Krueng Sikajang - Kuala Geunting - Kuala Peunaga - Kw Pusung Kapal - Lambung Blang - Landuh - Lhok Medang Ara - Lubuk Batil - Lubuk Damar - Lubuk Sidup - Lueng Manyo - Marlempang - Matang Ara Aceh - Matang Ara Jawa - Matang Cincin - Matang Sentang - Matang Seuping - Matang Teupah - Medang Ara - Menang Gini - Mesjid - Mesjid Bdh - Mesjid S.Iyu - Meunasah Paya - Meurandeh - Muka Sungai Kuruk - Padang Langgis - Pahlawan (Karang Baru) - Pahlawan (Manyak Payed) - Pandan Sari - Pangkalan - Pantai Balai - Pantai Cempa - Pantai Perlak - Pantai Tinjau - Paya Awe - Paya Baru - Paya Bedi - Paya Ketenggar - Paya Kulbi - Paya Rahat - Paya Tampah - Paya Udang - Payameta - Pematang Durian - Pengidam - Perdamaian - Perk Alur Jambu - Perk Gedung Biara - Perk Pulau Tiga - Perk Seuruway - Perkebunan Upah - Perupuk - Peukan Seuruway - Purwodadi - Raja (Bendahara) - Raja Tuha - Rantau Bintang - Rantau Pakam - Rantau Panjang - Rantau Pauh - Rimba Sawang - Rongoh - Sampaimah - Sapta Marga - Sei Kuruk II - Sei Kuruk III - Sekerak Kanan - Sekerak Kiri - Sekumur - Selamat | - Seumadam - Seuneubok Aceh - Seuneubok Baru - Seuneubok Cantek - Seuneubok Dalam Mesjid - Seuneubok Dalam Upah - Seuneubok Pidie - Sidodadi (Kejuruan Muda) - Sidodadi (Seuruway) - Simpang Empat - Simpang Kanan - Simpang Kiri - Simpang Lhee - Sriwijaya - Suka Damai - Suka Makmur - Suka Mulia - Suka Mulia/Upah Hulu - Suka Rahmat - Suka Rakyat - Sukajadi (Banda Mulia) - Sukajadi (Rantau) - Sukajadi Paya Bujuk - Sukamulia Bd /S.Iyu - Sukaramai I - Sukaramai II - Sulum - Sungai Kuruk I - Sungai Liput - Sunting - Tanah Terban - Tangsi Lama - Tanjung - Tanjung Binjai - Tanjung Gelumpang - Tanjung Genteng - Tanjung Karang - Tanjung Keramat - Tanjung Lipat I - Tanjung Lipat II - Tanjung Mancang - Tanjung Mulia - Tanjung Neraca - Tanjung Paret - Tanjung Seumantoh - Tebing Tinggi - Telaga Meuku I - Telaga Meuku II - Teluk Halban - Teluk Kemiri - Teluk Kepayang - Tenggulun - Tengku Tinggi - Tualang - Tualang Baru - Tumpok Teungah - Ujong Tanjong - Upah - Wono Sari |

Stadsgemeenten: Banda Atjeh · Langsa · Lhokseumawe · Sabang · Subulussalam

Regentschappen: West-Atjeh · Zuidwest-Atjeh · Aceh Besar · Aceh Jaya · Zuid-Atjeh · Aceh Singkil · Aceh Tamiang · Aceh Tengah · Aceh Tenggara · Aceh Timur · Noord-Atjeh · Bener Meriah · Bireuen · Gayo Lues · Nayan Raya · Pidie · Pidie Jaya · Simeulue